# Мус-Лейк 31A
Мус-Лейк 31A (англ. Moose Lake 31A) — індіанська резервація в Канаді, у провінції Манітоба, у межах невключеної частини переписної області №21.

## Населення
За даними перепису 2016 року, індіанська резервація нараховувала 1124 особи, показавши зростання на 16,7%, порівняно з 2011-м роком. Середня густина населення становила 334,9 осіб/км².
З офіційних мов обидвома одночасно володіли 5 жителів, тільки англійською — 1 120. Усього 485 осіб вважали рідною мовою не одну з офіційних, з них усі — одну з корінних мов.
Працездатне населення становило 35% усього населення, рівень безробіття — 31,2%.
Середній дохід на особу становив $20 210 (медіана $14 624), при цьому для чоловіків — $17 894, а для жінок $22 592 (медіани — $7 888 та $17 472 відповідно).
19,9% мешканців мали закінчену шкільну освіту, не мали закінченої шкільної освіти — 66,2%, 14,7% мали післяшкільну освіту, з яких 20% мали диплом бакалавра, або вищий.
| Статево-вікова структура населення | Статево-вікова структура населення | Статево-вікова структура населення | Статево-вікова структура населення | Статево-вікова структура населення |
| ---------------------------------- | ---------------------------------- | ---------------------------------- | ---------------------------------- | ---------------------------------- |
|                                    |                                    |                                    |                                    |                                    |
| Всього                             | Всього                             | 51,1%48,9%                         |                                    |                                    |
| 0 — 14 років                       | 0 — 14 років                       |                                    | 39,3%                              | 39,3%                              |
| 15 — 64 років                      | 15 — 64 років                      |                                    | 57,1%                              | 57,1%                              |
| 65 і більше                        | 65 і більше                        |                                    | 3,6%                               | 3,6%                               |
| Середній вік (років)               | Середній вік (років)               | 24,425,1                           | 24,8                               | 24,8                               |
| Медіана (років)                    | Медіана (років)                    | 19,319,8                           | 19,4                               | 19,4                               |
| — чоловіки — жінки                 |                                    |                                    |                                    |                                    |

| Походження мешканців:     | Походження мешканців:     | Походження мешканців: | Походження мешканців: | Походження мешканців: |
| ------------------------- | ------------------------- | --------------------- | --------------------- | --------------------- |
| Походження                |                           |                       | осіб                  | %                     |
| Корінні американці        | Корінні американці        |                       | 1 105                 | 98.22%                |
| Інше північноамериканське | Інше північноамериканське |                       | 0                     | 0%                    |
| Європейське               | Європейське               |                       | 60                    | 5.33%                 |
| британське                | британське                |                       | 30                    | 2.67%                 |
| французьке                | французьке                |                       | 25                    | 2.22%                 |

## Клімат
Середня річна температура становить 0,2°C, середня максимальна – 21,4°C, а середня мінімальна – -26°C. Середня річна кількість опадів – 498 мм.
| Клімат поселення                              | Клімат поселення | Клімат поселення | Клімат поселення | Клімат поселення | Клімат поселення | Клімат поселення | Клімат поселення | Клімат поселення | Клімат поселення | Клімат поселення | Клімат поселення | Клімат поселення | Клімат поселення |
| Показник                                      | Січ.             | Лют.             | Бер.             | Квіт.            | Трав.            | Черв.            | Лип.             | Серп.            | Вер.             | Жовт.            | Лист.            | Груд.            |                  |
| Середній максимум, °C                         | −14,3            | −10,17           | −3,73            | 5,86             | 14,01            | 20,48            | 21,42            | 20,60            | 13,86            | 6,92             | −3,73            | −13,41           |                  |
| Середня температура, °C                       | −20,13           | −16,01           | −9,56            | 0,04             | 8,18             | 14,65            | 18,02            | 17,20            | 10,46            | 3,52             | −7,12            | −16,81           |                  |
| Середній мінімум, °C                          | −25,98           | −21,85           | −15,4            | −5,8             | 2,33             | 8,81             | 14,62            | 13,79            | 7,06             | 0,12             | −10,53           | −20,21           |                  |
| Норма опадів, мм                              | 18               | 16               | 24               | 29               | 43               | 74               | 73               | 67               | 61               | 43               | 27               | 23               |                  |
| Середньомісячна швидкість вітру, м/с          | 3.40             | 3.50             | 3.50             | 3.70             | 3.70             | 3.70             | 3.40             | 3.40             | 3.70             | 3.80             | 3.70             | 3.50             |                  |
| Середньомісячна сонячна радіація, кДж/м²·день | 3299             | 6675             | 12395            | 17509            | 20673            | 21685            | 21012            | 17374            | 11378            | 6422             | 3347             | 2396             |                  |
| --------------------------------------------- | ---------------- | ---------------- | ---------------- | ---------------- | ---------------- | ---------------- | ---------------- | ---------------- | ---------------- | ---------------- | ---------------- | ---------------- | ---------------- |
| Джерело:                                      |                  |                  |                  |                  |                  |                  |                  |                  |                  |                  |                  |                  |                  |